# Frederico Gil
Frederico Gil é um tenista português. Nasceu em Lisboa, Portugal, a 24 de Março de 1985. Ele foi treinado por Juan Manuel Esparcia o ex-treinador de Guillermo García-López e Bernardo Mota. Actualmente, é treinado por João Cunha e Silva. Gil tornou-se o tenista português com melhor ranking de sempre (62.º) em Abril de 2011, superando Nuno Marques (86.º). O seu registo foi ultrapassado, por Rui Machado, em Setembro de 2011 (59º), que, por sua vez, foi ultrapassado, em 16 de Maio de 2016 (28º), por João Sousa.
Gil encerrou o ano de 2011 como o número 102 do mundo. No ano de 2012, foi campeão do ATP 250 Viña del Mar na variante de pares, ao lado de Daniel Gimeno-Traver.

## Títulos
| Legenda     |
| Satélites   |
| Futures     |
| Challengers |

### Singulares
| Núm | Data                    | Torneio               | Superfície   | Adversário na final             | Resultado      |
| 1.  | 21 de fevereiro de 2005 | Faro, Portugal F1     | Piso rápido  | Marcel Granollers-Pujol Espanha | 6-2 6-7(3) 6-3 |
| 2.  | 7 de março de 2005      | Lagos, Portugal F3    | Piso rápido  | Marcel Granollers-Pujol Espanha | 6-1 6-3        |
| 3.  | 9 de maio de 2005       | Bulgária 1s2          | Terra batida | Ilia Kushev Bulgária            | 7-6(5) 2-6 7-5 |
| 4.  | 16 de maio de 2005      | Bulgária 1s3          | Terra batida | Radoslav Lukaev Bulgária        | 6-4 3-6 7-6(0) |
| 5.  | 3 de outubro de 2005    | Caracas, Venezuela F5 | Piso rápido  | Piero Luisi Venezuela           | 7-5 6-2        |
| 6.  | 20 de fevereiro de 2006 | Benim, Nigéria F2     | Piso rápido  | Valentin Sanon Costa do Marfim  | 7-6(2) 7-6(3)  |
| 7.  | 27 de março de 2006     | Faro, Portugal F3     | Piso rápido  | Rui Machado Portugal            | 7-6(4) 1-6 6-4 |
| 8.  | 5 de junho de 2006      | Sassuolo, Itália      | Terra batida | Gorka Fraile Espanha            | 6-3 7-5        |
| 9.  | 10 de setembro de 2007  | Sevilha, Espanha      | Terra batida | Pablo Andujar Espanha           | 6-1 6-3        |
| 10. | 2 de junho de 2008      | Sassuolo, Itália      | Terra batida | Santiago Ventura Espanha        | 6-2 6-3        |
| 11. | 11 de agosto de 2008    | Istanbul, Turquia     | Piso rápido  | Benedikt Dorsch Alemanha        | 6-4 1-6 6-3    |
| 12. | 4 de outubro de 2009    | Nápoles, Itália       | Terra batida | Potito Starace Itália           | 2–6 6–1 6–4    |
| 13. | 20 de junho de 2010     | Milão, Itália         | Terra batida | Máximo González Argentina       | 6–1 7–5        |

### Pares
| Núm | Data                   | Torneio                       | Superfície   | Parceiro                     | Adversários na final                                         | Resultado       |
| 1.  | 15 de março de 2004    | Lagos, Portugal F3            | Piso rápido  | Bernardo Mota Portugal       | Juan Ignacio Cerda Chile · Jasper Smit Países Baixos         | 7-6(1) 6-1      |
| 2.  | 27 de março de 2006    | Faro, Portugal F3             | Piso rápido  | Gonçalo Nicau Portugal       | Sebastian Fitz Alemanha · Franko Skugor Croácia              | 6-2 6-2         |
| 3.  | 12 de maio de 2008     | Marrakech, Marrocos           | Terra batida | Florin Mergea Roménia        | James Auckland Reino Unido · Jamie Delgado Reino Unido       | 6-2 6-3         |
| 4.  | 30 de junho de 2008    | Turim, Itália                 | Terra batida | Carlos Berlocq Argentina     | Tomas Cibulek Chéquia · Jaroslav Levinsky Chéquia            | 6-4 6-3         |
| 5.  | 15 de agosto de 2009   | Istambul, Turquia             | Piso rápido  | Filip Prpic Suécia           | Grigor Dimitrov Bulgária · Marsel İlhan Turquia              | 3–6 6–2 10–6    |
| 6.  | 4 de outubro de 2009   | Nápoles, Itália               | Terra batida | Ivan Dodig Croácia           | Thiago Alves Brasil · Lukáš Rosol Chéquia                    | 6–1 6–3         |
| 7.  | 12 de junho de 2010    | Lugano, Suíça                 | Terra batida | Cristoph Rochus Bélgica      | Santiago Gonzalez México · Travis Rettenmaier Estados Unidos | 7-5 7-6         |
| 8.  | 4 de julho de 2010     | Turim, Itália                 | Terra batida | Carlos Berlocq Argentina     | Potito Starace Itália · Daniele Bracciali Itália             | 6–3 7–6(5)      |
| 9.  | 30 de outubro de 2011  | São José do Rio Preto, Brasil | Terra batida | Jaroslav Pospíšil Chéquia    | Franco Ferreiro Brasil · Rubén Ramírez Hidalgo Espanha       | 6-4 6-4         |
| 10. | 5 de fevereiro de 2012 | Viña del Mar, Chile (ATP)     | Terra batida | Daniel Gimeno-Traver Espanha | Pablo Andújar Espanha · Carlos Berlocq Argentina             | 1-6, 7–5, 12-10 |

## Outros resultados de relevo
| Legenda             |
| Futures             |
| Challengers         |
| Grand Slam          |
| Outros torneios ATP |

### Singulares
| Data                    | Torneio                              | Superfície           | Ronda | Vencido por                    | Resultado        |
| 17 de abril de 2006     | Rabat, Marrocos F5                   | Terra batida         | F     | Lamine Ouahab Argélia          | 4-6 3-6          |
| 1 de maio de 2006       | Estoril Open, Portugal               | Terra batida         | QF    | David Nalbandian Argentina     | 1-6 2-6          |
| 3 de julho de 2006      | Montauban, França                    | Terra batida         | SF    | Lamine Ouahab Argélia          | 6-3 1-6 3-6      |
| 16 de outubro de 2006   | Bogotá, Colômbia                     | Terra batida         | SF    | Daniel Koellerer Áustria       | 1-6 6-4 0-6      |
| 9 de abril de 2007      | Casablanca, Marrocos                 | Terra batida         | SF    | Marin Cilic Croácia            | 4-6 3-6          |
| 3 de maio de 2007       | Estoril Open, Portugal               | Terra batida         | R16   | Richard Gasquet França         | 1-6 2-6          |
| 25 de junho de 2007     | Reggio Emilia, Itália                | Terra batida         | SF    | Olivier Patience França        | 3-6 4-6          |
| 13 de agosto de 2007    | Cordenons, Itália                    | Terra batida         | SF    | Maximo Gonzalez Argentina      | 4-6 7-6(4) 5-7   |
| 20 de agosto de 2007    | Manerbio, Itália                     | Terra batida         | SF    | Jiri Vanek Chéquia             | 6-0 3-6 6-7(3)   |
| 11 de fevereiro de 2008 | East London, África do Sul           | Piso rápido          | SF    | Stefan Koubek Áustria          | 4-6 3-6          |
| 14 de abril de 2008     | Estoril Open, Portugal               | Terra batida         | QF    | Roger Federer Suíça            | 4-6 1-6          |
| 9 de junho de 2008      | Milão, Itália                        | Terra batida         | SF    | Diego Hartfield Argentina      | 6-7(4) 3-6       |
| 30 de junho de 2008     | Turim, Itália                        | Terra batida         | SF    | Diego Junqueira Argentina      | 6-1 3-6 4-6      |
| 2 de fevereiro de 2009  | Joanesburgo, África do Sul           | Piso rápido          | SF    | Jo-Wilfried Tsonga França      | 3-6 4-6          |
| 9 de fevereiro de 2009  | Costa do Sauipe, Brasil              | Terra batida         | SF    | Thomaz Bellucci Brasil         | 6-7(3) 6-7(4)    |
| 25 de março de 2009     | Miami Masters, Estados Unidos        | Piso rápido          | R32   | Rafael Nadal Espanha           | 5-7 3-6          |
| 10 de abril de 2009     | Casablanca, Marrocos                 | Terra batida         | QF    | Albert Montañés Espanha        | 6-7(5) 4-6       |
| 22 de abril de 2009     | Barcelona, Espanha                   | Terra batida         | R32   | Rafael Nadal Espanha           | 2-6 2-6          |
| 3 de maio de 2009       | Tunes, Tunísia                       | Terra batida         | F     | Gastón Gaudio Argentina        | 2–6 6-1 3-6      |
| 9 de junho de 2009      | Queens, Inglaterra                   | Relva                | R32   | Lleyton Hewitt Austrália       | 6-3 2-6 2-6      |
| 30 de julho de 2009     | Umag, Croácia                        | Terra batida         | R16   | Andreas Seppi Itália           | 5-7 6-7(5)       |
| 26 de agosto de 2009    | New Haven, Estados Unidos            | Piso rápido          | R16   | Igor Andreev Rússia            | 4-6 4-6          |
| 28 de outubro de 2009   | Viena, Áustria                       | Indoor - Piso rápido | R16   | Radek Štěpánek Chéquia         | 2-6 3-6          |
| 10 de fevereiro de 2010 | Costa do Sauipe, Brasil              | Terra batida         | R16   | Pablo Cuevas Uruguai           | 5-7 6-4 6-7(3)   |
| 18 de fevereiro de 2010 | Buenos Aires, Argentina              | Terra batida         | R16   | David Ferrer Espanha           | 3-6 0-6          |
| 1 de maio de 2010       | Tunis, Tunisia                       | Terra batida         | SF    | Daniel Brands Alemanha         | 6–7(6) 1-6       |
| 9 de maio de 2010       | Estoril Open, Portugal               | Terra batida         | F     | Albert Montañés Espanha        | 2-6 7-6(4) 5-7   |
| 29 de julho de 2010     | Gstaad, Suíça                        | Terra batida         | R16   | Yuri Schukin Cazaquistão       | 3-6 3-6          |
| 14 de agosto de 2010    | Istanbul, Turquia                    | Piso rápido          | SF    | Mikhail Kukushkin Cazaquistão  | 5–7 4-6          |
| 9 de outubro de 2010    | Terragona, Espanha                   | Terra batida         | SF    | Jaroslav Pospisil Chéquia      | 2-6 6-4 e 6-7(5) |
| 28 de outubro de 2010   | Montpellier, França                  | Indoor - Piso rápido | R16   | Jo-Wilfried Tsonga França      | 3-6 4-6          |
| 12 de janeiro de 2011   | Sydney, Austrália                    | Piso rápido          | R16   | Gilles Simon França            | 1-6 3-6          |
| 19 de janeiro de 2011   | Open da Austrália, Austrália         | Piso rápido          | R64   | Gaël Monfils França            | 4-6 3-6 6-1 2-6  |
| 26 de março de 2011     | Miami Masters, Estados Unidos        | Piso rápido          | R64   | Nicolás Almagro Espanha        | 4-6 6-3 2-6      |
| 7 de abril de 2011      | Casablanca, Marrocos                 | Terra batida         | R16   | Gilles Simon França            | 3-6 4-6          |
| 15 de abril de 2011     | Monte Carlo Masters, Monaco          | Terra batida         | QF    | Andy Murray Reino Unido        | 2-6 1-6          |
| 28 de abril de 2011     | Estoril Open, Portugal               | Terra batida         | R16   | Fernando Verdasco Espanha      | 1-6 6-7(5)       |
| 28 de julho de 2011     | Gstaad, Suíça                        | Terra batida         | R16   | Fernando Verdasco Espanha      | 3-6 2-6          |
| 10 de setembro de 2011  | Génova, Itália                       | Terra batida         | SF    | Martin Klizan Eslováquia       | 7-6(3) 4-6 3-6   |
| 22 de setembro de 2011  | Bucareste, Roménia                   | Terra batida         | R16   | Alessandro Giannessi Itália    | 6-7(2), 6-0, 3-6 |
| 21 de janeiro de 2012   | Open da Austrália, Austrália         | Piso rápido          | R32   | Jo-Wilfried Tsonga França      | 2-6 2-6 2-6      |
| 4 de fevereiro de 2012  | Viña del Mar, Chile                  | Terra batida         | QF    | Jeremy Chardy França           | 2-6 6-7(5)       |
| 10 de março de 2012     | Indian Wells Masters, Estados Unidos | Piso rápido          | R64   | John Isner Estados Unidos      | 5-7 3-6          |
| 23 de março de 2012     | Miami Masters, Estados Unidos        | Piso rápido          | R64   | Philipp Kohlschreiber Alemanha | 2-6 5-7          |
| 18 de abril de 2012     | Monte Carlo Masters, Mónaco          | Terra batida         | R32   | Gilles Simon França            | 3-6 0-6          |
| 26 de abril de 2012     | Barcelona, Espanha                   | Terra batida         | R16   | Janko Tipsarevic Sérvia        | 2-6 2-6          |
| 12 de julho de 2012     | Bastad, Suécia                       | Terra batida         | R16   | Grigor Dimitrov Bulgária       | 3-6, 4-6         |

### Pares
| Data                    | Torneio                 | Superfície   | Parceiro                       | Ronda | Vencidos por                                              | Resultado              |
| 8 de março de 2004      | Albufeira, Portugal F2  | Piso rápido  | Leonardo Tavares Portugal      | F     | Juan Ignacio Cerda Chile · Jasper Smit Países Baixos      | 4-6 4-6                |
| 12 de abril de 2004     | Estoril Open, Portugal  | Terra batida | Bernardo Mota Portugal         | QF    | Frantisek Cermak Chéquia · Leos Friedl Chéquia            | 4-6 3-6                |
| 21 de junho de 2004     | Galati, Roménia F8      | Terra batida | Felipe Lemos Brasil            | F     | Catalin Gard Roménia · Andrei Mlendea Roménia             | 2-6 1-6                |
| 7 de março de 2005      | Lagos, Portugal F3      | Piso rápido  | Leonardo Tavares Portugal      | F     | Richard Holmstrom Suécia · Christian Johansson Suécia     | Falta de comparência   |
| 17 de outubro de 2005   | Bogotá, Colômbia        | Terra batida | Marcelo Melo Brasil            | F     | Marcos Daniel Brasil · Santiago Gonzalez México           | 2-6 5-7                |
| 20 de fevereiro de 2006 | Benim, Nigéria F1       | Piso rápido  | Nicholas Monroe Estados Unidos | F     | Abdul-Mumin Babalola Nigéria · Jonathan Igbinovia Nigéria | 3-6 7-6(4) 3-6         |
| 13 de março de 2006     | Lille, França F4        | Piso rápido  | Filip Urban Polónia            | F     | Stephane Bohli Suíça · Artem Sitak Rússia                 | 1-6 2-6                |
| 17 de abril de 2006     | Rabat, Marrocos F5      | Terra batida | Oualid Jallali Tunísia         | F     | Enrico Burzi Itália · Dusan Karol Chéquia                 | 6-3 3-6 2-6            |
| 19 de junho de 2006     | Milão, Itália           | Terra batida | Juan Albert Viloca Espanha     | F     | Giorgio Galimberti Itália · Harel Levy Israel             | 3-6 3-6                |
| 12 de março de 2007     | Bogotá, Colômbia        | Terra batida | Dick Norman Bélgica            | F     | Martin Garcia Argentina · Diego Hartfield Argentina       | 4-6 6-3 5-10           |
| 28 de maio de 2007      | Karlsruhe, Alemanha     | Terra batida | Michael Berrer Alemanha        | F     | Alex Kuznetzov Estados Unidos · Mischa Zverev Alemanha    | 4-6 7-6(6) 4-10        |
| 4 de junho de 2007      | Furth, Alemanha         | Terra batida | Fabio Fognini Itália           | F     | Bruno Echagaray México · André Ghem Brasil                | 6-7(1) 6-4 11-13       |
| 20 de agosto de 2007    | Manerbio, Itália        | Terra batida | Alberto Martin (Espanha)       | F     | Antal Vander der Duim (Holanda) Boy Westerhof (Holanda)   | 6-7(4) 6-3 8-10        |
| 31 de março de 2008     | Nápoles, Itália         | Terra batida | Luis Horna Peru                | F     | Tomas Cibulec Chéquia · Jaroslav Levinsky Chéquia         | 1-6 3-6                |
| 23 de junho de 2008     | Wimbledon, Inglaterra   | Relva        | Dick Norman Bélgica            | R32   | Petr Pala Chéquia · Igor Zelenay Eslováquia               | 6-4 6-2 1-6 6-7(4) 1-6 |
| 6 de setembro de 2010   | US Open, Estados Unidos | Piso rápido  | Daniel Gimeno-Traver Espanha   | R16   | Łukasz Kubot Polónia · Oliver Marach Polónia              | 6-2 3-6 4-6            |
| 5 de novembro de 2011   | São Leopoldo, Brasil    | Terra batida | Gastão Elias Portugal          | F     | Franco Ferreiro Brasil · Rubén Ramírez Hidalgo Espanha    | 7–6(4) 3–6 9–11        |
| 20 de outubro de 2012   | Rio de Janeiro, Brasil  | Terra batida | Pedro Sousa Portugal           | F     | Marcelo Demoliner Brasil · João Souza Brasil              | 2–6, 4–6               |
| 2 de maio de 2013       | Estoril Open, Portugal  | Terra batida | Pedro Sousa Portugal           | QF    | Daniele Bracciali Itália · Fabio Fognini Itália           | 3-6 4-6                |